# Noorderkempen
De Noorderkempen, een gebied in België, is een van de vijf gebieden die samen de Kempen vormen. De andere vier gebieden zijn de Centrale Kempen, het Kempens Plateau, de Mijnstreek en de Maasstreek.

## Geografisch
De Noorderkempen is een streek die een deel is van de Kempen. Het vormt een ovaal gebied dat zich uitstrekt vanaf een denkbeeldig topografisch referentiepunt: 51° 22' 38" NB & 04° 26' 59" OL over een periferie van negen gemeenten: van Kalmthout & Essen naar Poppel & Postel en van Mol & Olen via Zoersel naar Kapellen en Brecht.

## Bodemstructuur en begroeiing
Een schrale zandgrondstructuur/patroon waarvan de bovenste laag meestal uit humusarme bladgrond bestaat, doch met een variatie aan plantengroei. Er is een gezegde: hoe armer de grond, hoe groter de verscheidenheid.

## Vervoer
Op 29 mei 2009 opende in Brecht het station Noorderkempen. Het station ligt aan de HSL 4 tussen de stations Breda en Antwerpen-Centraal. Tot 2018 stopten enkel pendeltreinen richting Antwerpen op het station. Van/naar Nederland was er geen directe verbinding, maar sinds april 2018 rijdt er elk uur een trein van Amsterdam via Noorderkempen naar Brussel-Zuid en omgekeerd.
Aan de westzijde van de Noorderkempen ligt spoorlijn 12 Antwerpen - Essen met zowel Intercity's als lokale treinen. 
De E19 gaat doorheen het midden van het gebied. De E34 gaat doorheen het zuidoosten van het gebied.  

## Vervuiling
De Noorderkempen was een gebied waar omstreeks 1900 veel gevaarlijke en vervuilende fabrieken werden gevestigd: buskruitfabrieken, zinkfabrieken en arsenicumfabrieken. De meeste van deze fabrieken zijn ondertussen gesloten en de terreinen gesaneerd. De zinkfabrieken te Overpelt en Balen bestaan nog steeds, maar deze hebben hun productieprocessen gemoderniseerd.

## Trivia
- De naam Noorderkempen wordt veel gebruikt voor verschillende doeleinden, zoals: een FM-zender, een politie-zone (voor de gemeenten Hoogstraten, Rijkevorsel en Merksplas), een intergemeentelijke onroerenderfgoeddienst (voor de gemeenten Arendonk, Baarle-Hertog, Beerse, Hoogstraten, Kasterlee, Merksplas, Oud-Turnhout, Ravels, Rijkevorsel, Turnhout en Vosselaar), een eerstelijnszone (voor de gemeenten Brasschaat, Essen, Kalmthout, Kapellen en Wuustwezel), een sociale bouwmaatschappij (actief in Arendonk, Beerse, Hoogstraten, Merksplas, Ravels en Rijkevorsel), een dekenaat, een treinstation en veel reclamemedia.